# Robert Adam Campbell
Pour les articles homonymes, voir Campbell.
Cet article possède un paronyme, voir Robert Campbell.
Robert Adam Campbell est un homme politique canadien de l'Ontario. Il est député provincial libéral de la circonscription ontarienne de Renfrew-Sud de 1894 à 1899.

## Biographie
Robert Adam Campbell est le fils de Robert Campbell, député fédéral de Renfrew-Sud de 1882 jusqu'à son décès en 1887. Avec son père, il œuvre dans le commerce du bois à Eganville (en) en Ontario.